# アース・カー
株式会社アース・カーは、東京都千代田区に本社を置くカーシェアリング・駐車場シェアリングを運営する企業である。カーシェアリングサービス「earthcar（アースカー）」、駐車場シェアリングサービス「特P」を展開する。

## 概要
ISホールディングスにより2009年12月に設立されたカーシェアリング会社として始まり、駐車場シェアリング事業などのモビリティを中心とした事業を展開。業界初の個人も含めたフランチャイズ型カーシェアリングモデルを構築した後、2019年にフルリニューアルし事業者向けカーシェアリングプラットフォームを開発。多様な事業者がカーシェアリング事業に参入できる「プラットフォーム型カーシェアリング」として、全国で展開中。
2017年9月、駐車場シェアリング「特P」を開始。

## 沿革
- 2009年12月 - 株式会社アース・カー設立(資本金1億円)
- 2010年9月 - 資本金を2億円に増資
- 2010年10月 - フランチャイズの募集開始
- 2011年2月 - 資本金を3億円に増資
- 2011年3月 -  1台目のカーシェアリング車両オープン
- 2011年4月 -「会員リゾートプラン」開始
  - 日産・GT-Rのカーシェアリング車両を設置
- 2011年10月 - 「学生会員・シニア会員向けプラン」開始
- 2011年11月 - 資本金を4億円に増資
- 2012年3月 - 会員向けスマートフォンページをリリース
- 2012年4月 - 「会員平日乗り放題プラン」開始
- 2012年5月 - 「ステーション設置希望（アースカー育てる倶楽部）登録」サービス開始
- 2012年6月 - 「イタリア製高級クルーザーシェアリングサービス」開始
- 2012年7月 - 「アースカーeポイント倶楽部」サービス開始
  - 「会員スマートプラン月額基本料金無期限くりこし」サービス開始
  - 「法人平日乗り放題プラン」開始
- 2012年10月 - マチカラカーシェアリング（運営会社：ニューコ・ワン株式会社）との会員相互乗入を開始
  - トクー（レンタカー予約ポータルサイト（運営会社：クーコム株式会社））との業務連携開始
- 2012年12月 - ポルシェのカーシェアリング車両を設置
  - 車両台数100台突破
- 2013年2月「種まき人」募集開始
- 2013年3月「マナー評価（アースカー育てる倶楽部）」サービス開始 
  - 「交替運転手登録」サービス開始
  - 「キャンセル待ち登録」サービス開始
- 2013年5月 - 車両台数200台突破
- 2013年10月 - マイカー駐車可能ステーション第一号運用開始
- 2014年3月 - 「会員ゼロプラン（入会金・月額基本料金0円）」開始
- 2014年5月 - 主要石油販売会社11社利用可能の給油カード全車両へ搭載
- 2014年9月 - 親会社ISホールディングスにて、アースカーカーシェアリングシステムの特許を取得 (平成26年8月1日特許取得済 / 特許第5588327号）
- 2014年10月 - 会員ゼロプランのオプションサービス「ゼロplus1（ゼロプラスワン）」開始
- 2017年8月 - コーポレートサイトをオープン
- 2017年9月 - 駐車場シェアリング事業「特P」を開始
- 2020年12月 - カーシェアリング事業プラットフォームの予約管理システムの特許を取得（令和2年12月特許取得済 / 特許第6814695号）
- 2021年3月 - カーシェアリングサービス車載システムの特許を取得（令和3年3月16日特許取得済 / 特許第6853724号）
- 2021年5月 - 「特P」で駐車場情報表示システムの特許を取得（令和3年5月25日特許取得済 / 特許第6889562号）[1]